# Badljevina
Badljevina är en ort i Kroatien.   Den ligger i länet Slavonien, i den östra delen av landet, 100 km öster om huvudstaden Zagreb. Badljevina ligger 151 meter över havet och antalet invånare är 847.
Terrängen runt Badljevina är platt åt nordväst, men åt sydost är den kuperad. Runt Badljevina är det glesbefolkat, med 18 invånare per kvadratkilometer. Närmaste större samhälle är Pakrac, 8,4 km söder om Badljevina. I omgivningarna runt Badljevina växer i huvudsak lövfällande lövskog.